# Omo Elemosho
Omo Elemosho (en español: Hijo de Elemosho) es una película nigeriana de 2012 dirigida por Bayo Tijani y producida por Yewande Adekoya; productor de la premiada cinta Kudi Klepto. La película recibió cinco nominaciones en la décima edición de los Premios de la Academia del Cine Africano.

## Elenco
- Yomi Fash Lanso
- Muyiwa Ademola
- Bimbo Oshin
- Toyin Aimakhu
- Ronke Oshodi Oke
- Seyi Ashekun
- Lanre Hassan
- Fausat Balogun
- Afeez Eniola
- Yewande Adekoya
- Folashade Olona